# Trichosalpinx orbicularis
Trichosalpinx orbicularis là một loài lan được tìm thấy ở Trinidad to Trung Mỹ và miền nam tropical America.

## Hình ảnh

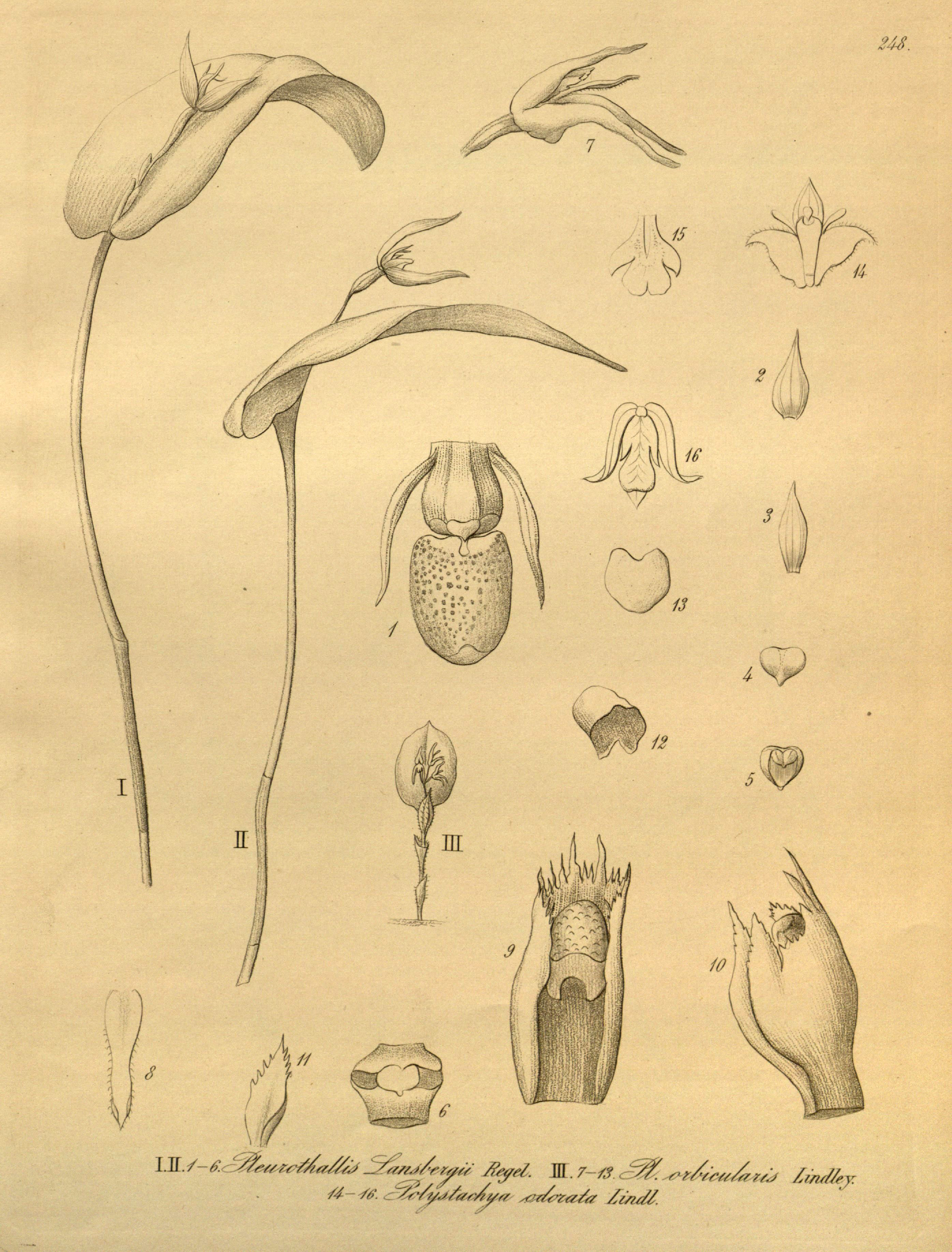
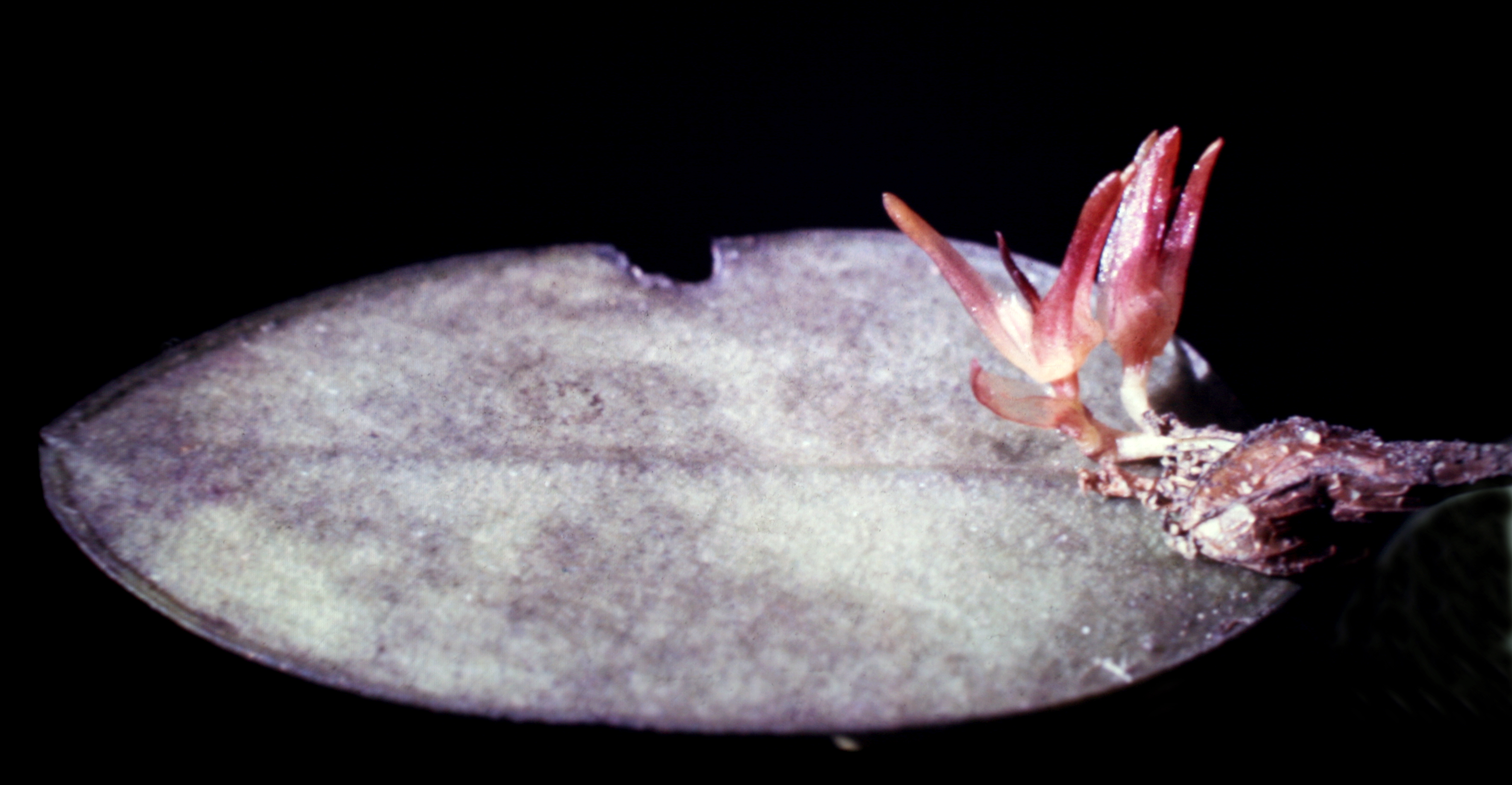
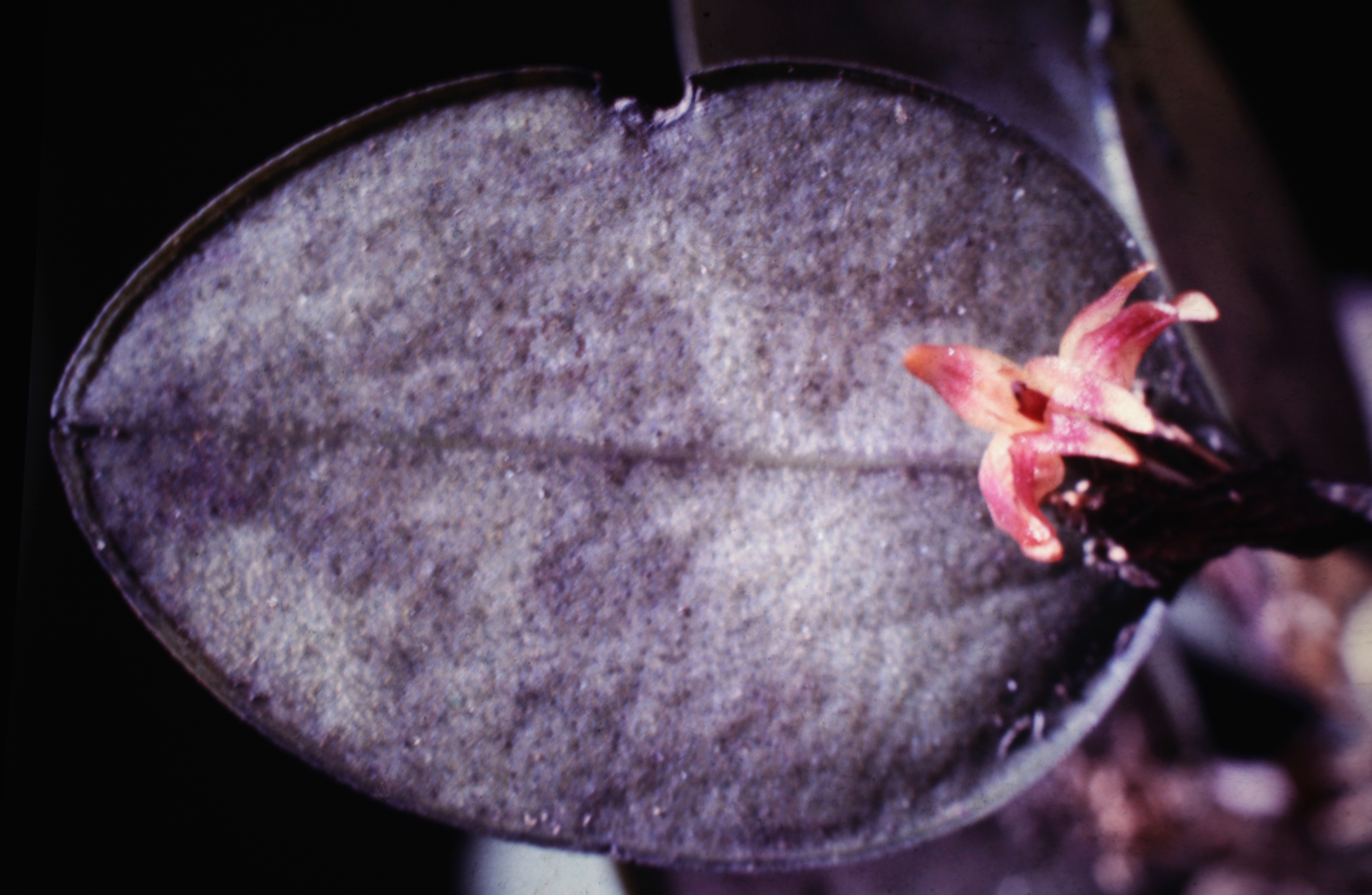
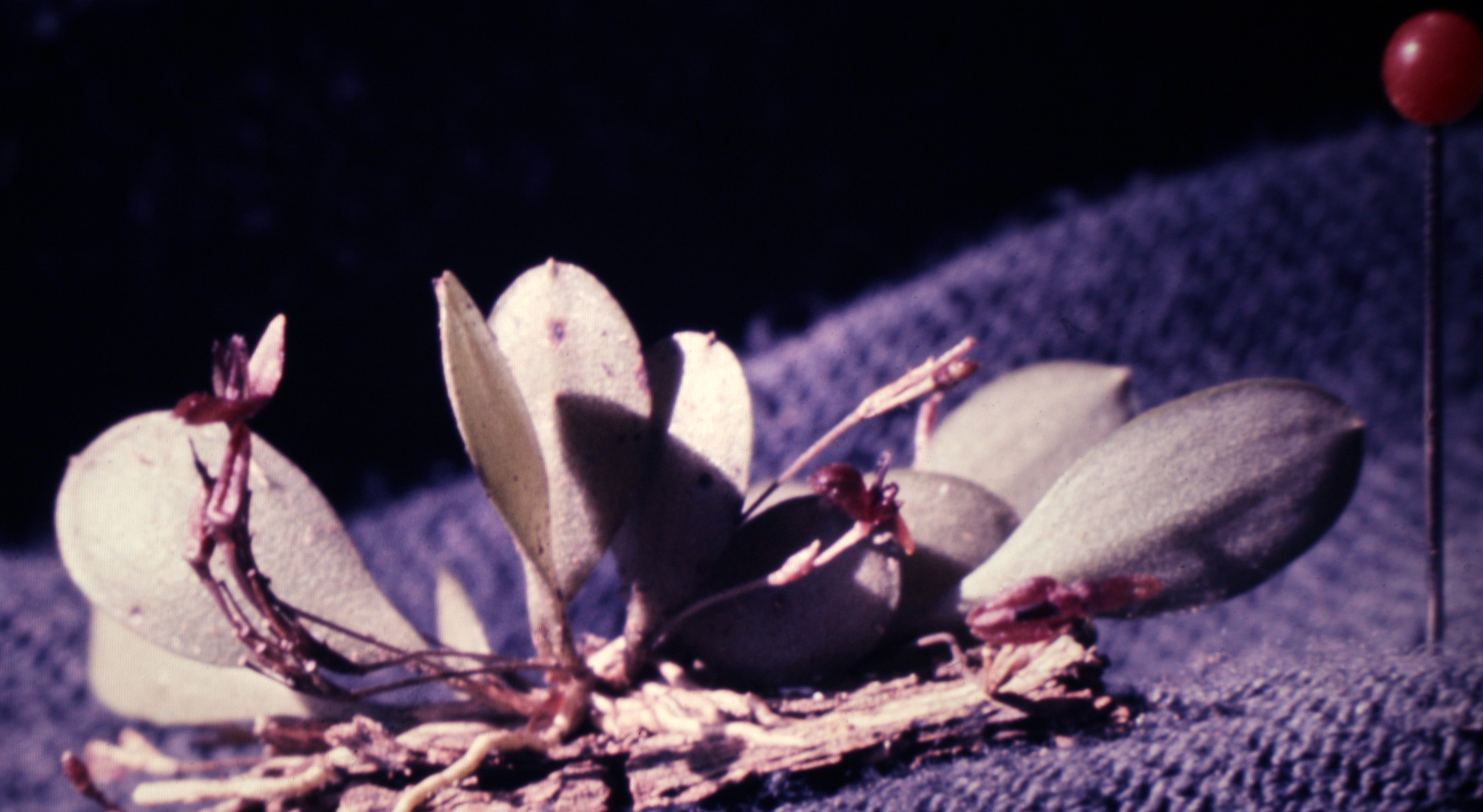